# ناکافورانو، هوکایدو
ناکافورانو، هوکایدو (به لاتین: Nakafurano, Hokkaido) یک منطقهٔ مسکونی در ژاپن است که در Kamikawa Subprefecture واقع شده‌است. ناکافورانو  ۵٬۶۷۳ نفر جمعیت دارد.